# Elizabeth Craig (roddare)
Elizabeth Craig, född den 26 september 1957 i Brockville, Ontario, är en kanadensisk roddare.
Hon tog OS-silver i tvåa utan styrman i samband med de olympiska roddtävlingarna 1984 i Los Angeles.